# سام بيرغر
سام بيرغر هو محامي كندي، ولد في 1900 في أوتاوا في كندا، وتوفي في 24 يوليو 1992 في مونتريال في كندا.